# Hartmannberge
Die Hartmannberge sind ein Gebirge im äußersten Nordwesten Namibias. Die Hartmannberge gehören zum Kaokoveld und sind als kommunales Land im Besitz der örtlichen Dorfgemeinschaften der Himba. 
Die Hartmannberge werden im Westen durch das Hartmanntal begrenzt, welches bereits Teil der sandigen Skelettküste ist, und im Osten durch das grünere Marienflusstal, welches auch für Feenkreise bekannt ist. Östlich dieses Tales liegen die Otjihipaberge. Im Norden reichen die Hartmannberge bis an den Kunene-Fluss, der die Grenze zu Angola bildet. Das Gebirge ist nach Georg Hartmann (1865–1946) benannt, der um die Jahrhundertwende die gesamte Gegend erforschte. 
Für Besucher sind die Hartmannberge von Opuwo aus über den Van Zyl's Pass zu erreichen. Im Hartmanntal besteht aber auch ein Fluglandeplatz und unweit des Zusammenflusses von Kunene und Marienfluss besteht bei Okarohombo ein Zeltcamp mit Übernachtungsmöglichkeiten.

## Sonstiges
Die Hartmannberge sind die Heimat des Hartmann-Bergzebras.